# Morelia bredli
Morelia bredli es una especie de serpiente de la familia Pythonidae endémica de Australia.

## Descripción
Los adultos suelen medir más de 2 m de longitud total (incluyendo la cola). Muchos especímenes en cautividad llegan a medir 3 metros o un poco más. El patrón de coloración consiste de un color marrón rojizo como color de fondo, con patrones muy variable de intrusiones de color crema pálido. Normalmente hay bordes negros alrededor de las intrusiones que se vuelven más extensos alrededor de la cola. El vientre es de color amarillento pálido.

## Etimología
El nombre específico, Bredli, es en honor del conservacionista australiano Josef "Joe" Bredl (1948-2007), hermano mayor del "bushman (habitante del bush) descalzo", Rob Bredl.

## Distribución geográfica y hábitat
Esta especie tiene un área de distribución muy pequeña, totalmente contenida en la región centro-sur del Territorio del Norte de Australia, aunque también se encuentra en zonas montañosas cercanas, como la sierra de James y la sierra de Hart. Su hábitat son zonas áridas, donde busca refugio en árboles y vegetación cerca de cursos de agua, también se la puede encontrar en áreas rocosas donde hace uso de rocas salientes y grietas para esconderse del calor, ya que se trata de un clima extremo.